# Anomophysis majerorum
Anomophysis majerorum är en skalbaggsart som beskrevs av Lackerbeck 2000. Anomophysis majerorum ingår i släktet Anomophysis och familjen långhorningar. Inga underarter finns listade i Catalogue of Life.